# Volvariella caesiotincta
Volvariella caesiotincta — вид базидіомікотових грибів родини плютеєві (Pluteaceae).

## Поширення
Поширений спорадично у Європі від Великої Британії до Польщі та від Італії до Швеції.

## Опис
Шапинка сіро-коричневого забарвлення, опукла, 3-4 см у діаметрі.